# Nicàgores d'Atenes
Nicàgores d'Atenes (en llatí Nicagoras, en grec Νικαγόρας) va ser un sofista atenenc que va viure en temps de l'emperador Felip l'Àrab.
Va escriure unes biografies de diversos homes il·lustres (Βίοι ἐλλογίμων), una de Cleòpatra de Troade, i un relat d'una ambaixada a l'emperador. Va tenir un fill de nom Minucià que va ser també escriptor i un net de nom Nicàgores al que es van atribuir alguns escrits del seu pare. El mencionen Suides, i Filostrat, a la Vida dels sofistes.